# 黒猫、ときどき花屋
『黒猫、ときどき花屋』（くろねこ ときどきはなや）は、NHK BSプレミアムで2013年10月1日から11月19日まで毎週火曜23:15 23:45（プレミアムよるドラマ枠）に放送されたNHK制作のテレビドラマである。平愛梨はNHK連続ドラマ初主演となる。キャッチコピーは「クミちゃん、あなたの予言、噂どおりね。」。

## あらすじ
下町にある花屋兼カフェ「ネコノヒゲ」にはよく当たると評判の占い猫のクミちゃんがいる。たくさんの客がクミちゃんの予言を求めてやってくる。ある日、店のオーナーである日向大樹がぎっくり腰になり、入院を強いられる。そこで大樹は清香を店長として雇うことにする。その夜、清香が亡き夫に思いをはせていると、幸樹の声が聞こえてきた。数日後、アルバイト店員の平野拓未は清香のことが好きになり、清香に気持ちを打ち明けたが断られてしまう。そんな折、拓未にも幸樹の声が聞こえはじめた。これから三人の関係はどうなっていくのか。
一方「ネコノヒゲ」では、クミちゃんの予言を聞きに来る客の悩み事に、清香たち店のスタッフや隣人の黒田夫婦が、あれこれと世話を焼き、相談に乗る日々が続く。

## キャスト

### レギュラー
日向 清香（ひなた きよか）
演 - 平愛梨（幼少期：池間夏海）
花屋兼カフェ「ネコノヒゲ」の雇われ店長。
日向 幸樹（ひなた こうき）
演 - 谷原章介
清香の亡き夫。第1回ラストでクミちゃんに乗り移り、会話できるようになった。
当初は回想のみの登場だったが、なぜか第6回から実体化する時があった。
平野 拓未（ひらの たくみ）
演 - 林遣都
「ネコノヒゲ」のアルバイト店員。清香に一目惚れする。
日向 大樹（ひなた だいき）
演 - 小野寺昭
「ネコノヒゲ」のオーナー。幸樹の父。
小暮 悟（こぐれ さとる）〈47〉
演 - 梶原善
喫茶担当の従業員。
衣川 温子（きぬがわ あつこ）〈36〉
演 - 真飛聖
花屋担当の従業員。
黒田 一太郎（くろだ いちたろう）
演 - 阿南健治
近所の酒屋「黒田リキュール」の店主。一児の父。
黒田 江莉菜（くろだ えりな）
演 - 藤吉久美子
一太郎の妻。一児の母。
クミちゃん
演 - ジャック（声：谷原章介）
「ネコノヒゲ」の占い猫で、的中率は「ほぼ100%」とまで言われている。その占いは、「YES」と書かれた小皿と「NO」と書かれた小皿それぞれにキャットフードを1個ずつ置いて、どっちを食べるかで答えが出るという方式。

### ゲスト
複数話・単話登場の場合は演者名の横の括弧（）内に表記
第1回
森谷 由紀子
演 - 松本明子
昔と変わってしまった自分に劣等感を持っており、同窓会に行くべきかどうかをクミちゃんに占ってもらう。
第2回
須藤 美穂
演 - 映美くらら
遠距離恋愛を続けるかどうかをクミちゃんに占ってもらう。
第3回
宮川 明宏
演 - 温水洋一
早苗の夫。浮気がばれて離婚されるのではないかとビクビクしてカフェに来る。
宮川 早苗
演 - 宮本裕子
明宏の妻。夫の浮気に耐え兼ねて、離婚すべきかどうかをクミちゃんに占ってもらう。
第4回
今井 稔
演 - 柿澤勇人
小学校教諭。黒田夫婦の息子の担任。モンスターペアレントの被害にあっていて、仕事を続けるかどうかクミちゃんに占ってもらう。
黒田 智明
演 - 椙杜翔馬（第5回）
一太郎・江莉菜の息子。小学校児童で担任は今井先生。
第5回
江本 信子
演 - 茅島成美
邦彦の妻。認知症を患っており、さまよい歩いて「ネコノヒゲ」にたどり着く。拓未のことを「婚約者の小野田さん」と思い込む。
江本 邦彦
演 - 岡本富士太
信子の夫。3年前から信子の介護をしている。信子には「お手伝いさん」と思い込まれている。
第6回
小暮 理恵
演 - 真行寺君枝
悟の妻。常連客。
第7回
佐伯 幸子
演 - かとうかず子（最終回）
清香の母。
センセイ
演 - 塚地武雅
清香の見合い相手。

## スタッフ
- 作 - 鈴木しげき
- 演出 - 森雅弘、雨宮望（AX-ON）、本間美由紀
- 主題歌 - GILLE「Smile Again」（UNIVERSAL J）[3]
- エンディングテーマ - ALL CITY STEPPERS「One Life」（フライトマスター）
- 撮影 - 砂田大樹
- 照明 - 高瀬隆治
- 音声 - 高橋智香
- 編集 - 松竹利郎
- 選曲 - 近藤隆史
- 美術 - 金子幸雄
- 制作統括 - 磯智明（NHK）、川勝茂（AX-ON）
- プロデューサー - 川勝茂
- 制作著作 - NHK、AX-ON
- ナレーション - 家中宏

## 放映日程
| 話数   | 放映日   | サブタイトル                    | 演出       |
| ------ | -------- | ------------------------------- | ---------- |
| 第1回  | 10月01日 | 同窓会に行けますか?             | 森雅弘     |
| 第2回  | 10月08日 | 恋人を待てますか?               | 森雅弘     |
| 第3回  | 10月15日 | 夫婦ってなんですか?             | 雨宮望     |
| 第4回  | 10月22日 | 先生は好きですか?               | 本間美由紀 |
| 第5回  | 10月29日 | 忘れられない人がいますか?       | 雨宮望     |
| 第6回  | 11月05日 | 女の現役はいつまでですか?       | 本間美由紀 |
| 第7回  | 11月12日 | あなたを支えている人は誰ですか? | 森雅弘     |
| 最終回 | 11月19日 | サヨナラだけが人生ですか?       | 雨宮望     |